# Stephen Daldry
Stephen David Daldry (ur. 2 maja 1961 w Dorset) – brytyjski reżyser filmowy i teatralny, producent.

## Życiorys
Urodził się w Dorset jako syn piosenkarki kabaretowej Cherry (z domu Thompson) i dyrektora banku Patricka Daldry. Wraz z rodziną przeniósł się do Taunton, w Somerset, gdzie jego ojciec zmarł na raka, gdy Daldry miał 14 lat. Jego ojciec zniechęcił go do wczesnego zainteresowania teatrem. Jednak pod wpływem swojej matki, Daldry dołączył do trupy teatralnej w Taunton i w wieku 15 lat zdecydował się reżyserować. W wieku osiemnastu lat otrzymał stypendium z Royal Air Force i studiował na University of Sheffield, uzyskując tytuł licencjata (1982) z literatury angielskiej. W Sheffield kierował teatrem uniwersyteckim i kultywował swoje radykalne bona fides do socjalizmu i zamiłowaniem do noszenia kapeluszy. Następnie był asystentem klauna we Włoszech. Po powrocie do Anglii studiował w East 15 Acting School w Loughton. 
Następnie kierował teatrem Metro Theatre Company w Sheffield (1984–1985) i odbył praktykę w Crucible Theatre (1985–1988). Prowadząc londyńskie The Gate Theatre (1989–1992), był orędownikiem niejasnych dzieł międzynarodowych pisarzy, co było równie widoczne podczas późniejszej kadencji dyrektora artystycznego Royal Court Theatre (1992–1998). Dwukrotnie zdobywał Laurence Olivier Award dla najlepszego reżysera.
W filmie debiutował w 1998 krótkometrażowym Eight o ośmiolatku zafascynowanym piłką nożną. Dwa lata później debiutował w pełnym metrażu komediodramatem Billy Elliot. Akcja filmu rozgrywa się w latach 80. w ogarniętym strajkiem górniczym miasteczku, a tytułowy bohater jest nastolatkiem marzącym – wbrew ojcu – o karierze tancerza. Brawurowa opowieść została uhonorowana nagrodą BAFTA dla najlepszego filmu, obraz był także nominowany do Oscara w kilku kategoriach, a jedna z nominacji – za reżyserię – przypadła Daldry’emu. Laureat Nagrody Emmy za najlepszą reżyserię serialu dramatycznego (The Crown).
W 2002 wyreżyserował Godziny na podstawie powieści Michaela Cunninghama pod tym samym tytułem. Historia opisuje trudne, ale powszechne problemy, z jakimi borykają się kobiety. Przeplatają się trzy „kobiece” wątki, pozornie ze sobą niezwiązane. W każdej z historii pojawia się wątek homoseksualny i depresyjny, a każdą z bohaterek spotyka tragedia. Jedną z jego głównych bohaterek jest Virginia Woolf. Nicole Kidman za rolę melancholijnej, cierpiącej z powodu depresji pisarki dostała Oscara, a równie intrygujące kreacje - matki pozbawionej instynktu, i niespełnionej w miłości z mężczyzną samotnej matki stworzyły Julianne Moore i Meryl Streep. Daldry ponownie zdobył nominację za reżyserię.
W 2008 roku Lektor przyniósł mu kolejną nominację, a Kate Winslet dał Oscara dla najlepszej aktorki za rolę Hanny - zagadkowej Niemki, której losy z powodu fascynacji literaturą i pewnego wstydliwego sekretu wiążą się z dużo młodszym chłopcem. Winslet jest drugą po Nicole Kidman aktorką, której współpraca z Daldrym przyniosła szereg nagród. 

## Życie prywatne
Był w związku ze scenografem Ianem MacNeilem przez 13 lat. Poznali się na plenerowym przedstawieniu Alicji w Krainie Czarów w Lancaster w 1988, a po osiedleniu się w Camberwell, rozpoczęli współpracę przy produkcjach teatralnych. 
Ogromny wpływ tragedii z 11 września w Stanach Zjednoczonych, Stephen zdecydował, że chce założyć rodzinę i 18 października 2001 poślubił amerykańską artystkę performatywną i redaktorkę magazynu Lucy Sexton, z którą ma córkę Annabel Clare (ur. 2003). Mimo to nadal nazywał siebie gejem.

## Reżyseria
- Eight (1998)
- Billy Elliot (Billy Elliot 2000)
- Godziny (The Hours 2002)
- Lektor (The Reader, 2008)
- Strasznie głośno, niesamowicie blisko (Extremely Loud & Incredibly Close, 2011)
- Śmieć (Trash, 2014)

## Nagrody
- Nagroda BAFTA 2001: Nagroda im. Alexandra Kordy za Billy Elliot
- Nagroda na MFF w Berlinie 2003: Nagroda czytelników Berliner Morgenpost za Godziny